# Brachycercus nitidus
Brachycercus nitidus är en dagsländeart som först beskrevs av Jay R. Traver 1932.  Brachycercus nitidus ingår i släktet Brachycercus och familjen slamdagsländor. Inga underarter finns listade i Catalogue of Life.